# Scopolijev lepi volkec
Scopolijev lepi volkec (znanstveno ime Pisaura mirabilis) je edina vrsta tega rodu pajkov v Evropi.

## Opis
Telo samice je dolgo 12 do 15 mm, telo samca pa 10 do 13 mm. Po zadnji levitvi tehtajo samci povprečno okoli 54 mg, samice pa okoli 68 mg. Za to vrsto je značilen dolg in ozek zadek, ki se proti koncu še zoži. Obarvanost teh pajkov je raznolika. Največkrat so sivi ali rjavi, najdemo pa tudi rumenkaste ali oker osebke. Svetlejša črta vzdolž glavoprsja je vedno izrazita, vzorec na zadku pa je lahko dobro viden ali zabrisan.

## Razširjenost
Gre za palearktično vrsto pajkov, ki je prisotna skoraj po vsej Evropi. Scopolijevega lepega volkca lahko najdemo tudi na Kanarskih otokih in Madeiri, azijskem delu Rusije, na Kitajskem in v Severni Afriki.